# Calathotarsus coronatus
Calathotarsus coronatus is een spinnensoort in de taxonomische indeling van de Migidae.
Het dier behoort tot het geslacht Calathotarsus. De wetenschappelijke naam van de soort werd voor het eerst geldig gepubliceerd in 1903 door Eugène Simon.